# Лунёв, Константин Фёдорович
Константи́н Фёдорович Лунёв (3 сентября 1907, с. Гаврилов-Ям, Ярославская губерния — июнь 1980, Москва) — советский партийный и государственный деятель. Первый заместитель председателя КГБ СССР (13 марта 1954 — 28 августа 1959), исполняющий обязанности председателя КГБ при Совете Министров СССР (1958). Генерал-майор КГБ (31.05.1954).

## Биография
Родился в семье текстильщика, русский.
С сентября 1922 года. учился в ФЗУ при фабрике «Заря социализма» в родном селе, с июля 1926 года ткацкий подмастер на той же фабрике, с марта 1928 года — представитель губернского комитета ВЛКСМ в губернском отделе Союза текстильщиков (Ярославль), с декабря 1929 года — инструктор ЦК Союза текстильщиков, с апреля 1931 года — заместитель заведующего отделом зарплаты и производства ЦК Союза рабочих льнопеньковой промышленности, с августа 1933 года — председатель рабочего комитета Крыловской МТС, станица Екатериновская Павловского района Азово-Черноморского края, в декабре 1934 — марте 1937 года — начальник сектора кадров Главного управления льняной промышленности (Главльнопром) Наркомата лёгкой промышленности СССР, с апреля 1937 года — начальник планового отдела Главного управления льняной промышленности новостроек.
В декабре 1940 года окончил Промышленную академию, в январе-июне 1941 года — в Московском текстильном институте.
В июне 1941 года направлен на партийную работу, инструктор Московского областного комитета ВКП(б) по текстильной и лёгкой промышленности.
С марта 1942 года секретарь Серпуховского городского комитета ВКП(б) по кадрам, с августа 1942 года — первый секретарь Павлово-Посадского городского комитета ВКП(б).
В 1946 году вновь переведён в Московский областной комитет ВКП(б), с ноября 1946 года — заместитель заведующего отделом кадров, с ноября 1948 года — заведующий административным отделом Московского комитета ВКП(б), с мая 1953 года — отделом административных и торгово-финансовых органов Московского комитета КПСС.
После ареста Л. П. Берии, с 27 июня 1953 года был назначен начальником 9-го Управления МВД СССР (охрана руководителей партии и правительства), а уже 30 июля 1953 года становится первым заместителем министра внутренних дел СССР. Участвовал в суде по делу Берия Л. П. в качестве члена специального судебного присутствия, где представлял МВД.
С образованием 13 марта 1954 года, КГБ СССР назначен первым заместителем председателя КГБ при Совете Министров СССР, член коллегии КГБ, одновременно член Комиссии по рассмотрению положения спецпоселенцев. С 1958 года — представитель от КГБ в Комиссии ЦК КПСС по выездам за границу.
С. С. Бельченко вспоминал: «Ивашутин и Лунёв являлись первыми заместителями. Лунёв был выходцем из партийной среды. Опыта работы не имел вообще».
С декабря 1958 года — и. о. председателя КГБ при СМ СССР. В августе 1959 года отстранён от должности заместителя председателя КГБ СССР и назначен председателем КГБ КазССР.
Кандидат в члены ЦК КПСС (1956—1961).
Находился в распоряжении КГБ при Совете Министров СССР. С 1960 года уволен на пенсию по болезни.
С 1961 года — помощник, а затем и заместитель директора предприятия по режиму предприятия п/я 788, с января 1967 г. — заместитель директора по режиму Научно-исследовательского и конструкторского института энерготехники (НИКИЭТ) им. Н. А. Доллежаля.
Персональный пенсионер союзного значения с 1969 года.
Похоронен на Кунцевском кладбище.

## Награды и звания
Награжден орденами Трудового Красного Знамени (1957), Красной Звезды, двумя орденами «Знак Почёта», медалями.